# Аліса і Еллен Кесслер

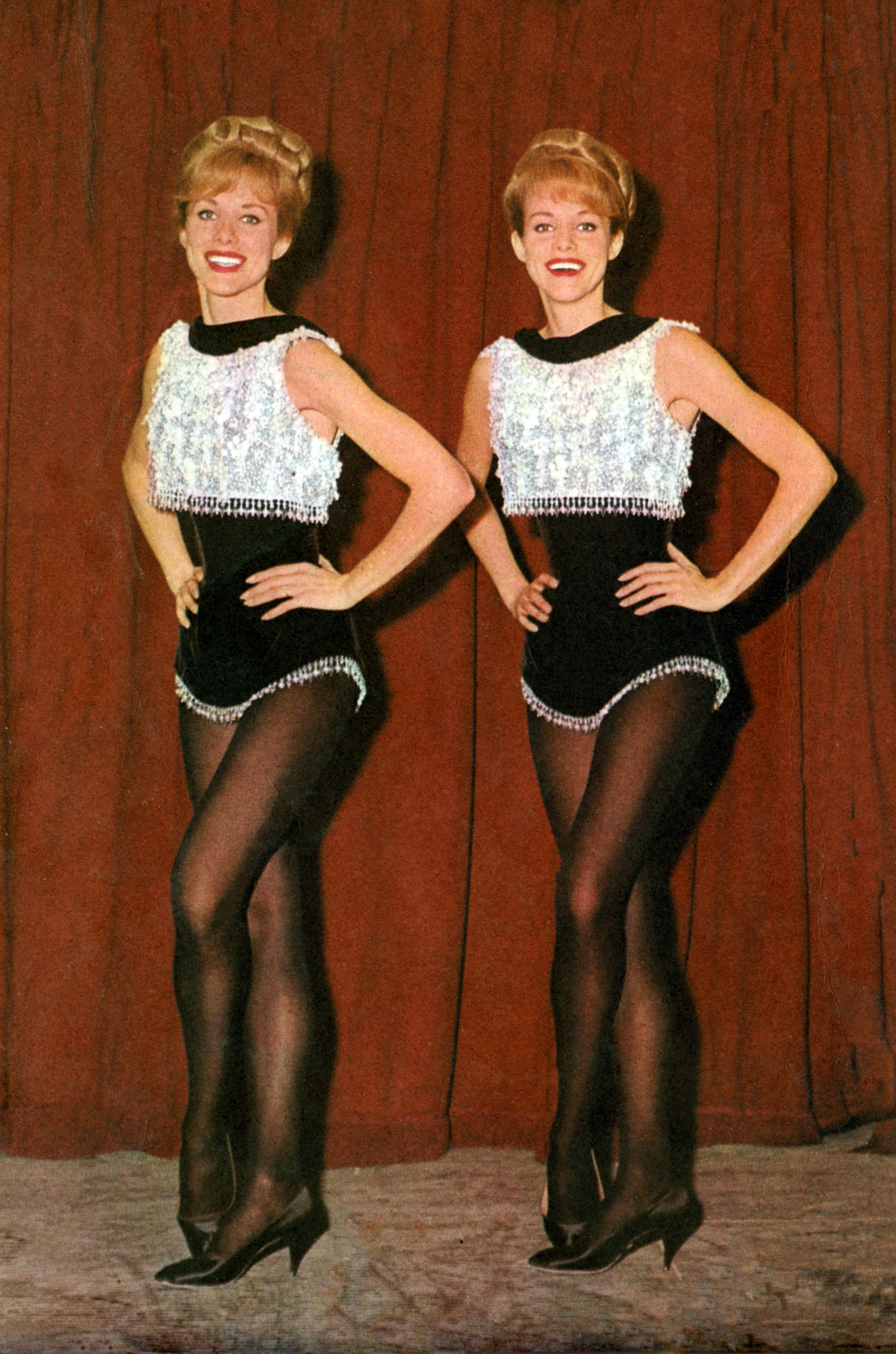
В 1965 році (Соррізі е Канцоні ТБ)

Аліса і Еллен Кесслер (нім. Alice und Ellen Kessler, *20 серпня 1936 Нерхау, Саксонія, Німеччина) — популярні близнючки-виконавиці в Європі, особливо в Німеччині і Італії з 1950-х років. Представниці Німеччини на «Євробаченні-1959».

## Біографія
Народилися 20 серпня 1936 року. У віці 6 років батьки Пол і Ельза віддали їх на балет, і вони у віці 11 років приєдналися до дитячої балетної програмі Лейпцизькій опери. Переїхали до Італії в 1960 році. У 1986 році повернулися в Німеччину і живуть в Грюнвальді. Вони отримали дві нагороди від урядів Німеччини та Італії за просування німецько-італійського співробітництва через свою роботу в шоу-бізнесі.

## Євробачення
11 березня 1959 року в Каннах сестри Кесслер представляли Західну Німеччину на Євробаченні з піснею Heute Abend wollen wir tanzen geh'n, посівши 8-ме місце з 5 балами.

## Вибрана фільмографія
- The Beggar Student (1956)
- The Count of Luxemburg (1957)
- Grafin Mariza (1958)
- Les Magiciennes (1960)
- Love and the Frenchwoman (1960)
- Erik the Conqueror (1961)
- The Bird Seller (1962)
- Sodom and Gomorrah (1962)
- Wedding Night in Paradise (1962)
- The Thursday (1963)
- Dead Woman from Beverly Hills (1964)